# Konami Bemani Firebeat
Konami Bemani Firebeat es una placa de arcade creada por Konami destinada a los salones arcade.

## Descripción
El Konami Bemani Firebeat fue lanzada por Konami en año 2000.
Posee un procesador IBM Power PC 403GCX y tiene un procesador de sonido YMZ280B.
En esta placa funcionaron 25 títulos.

## Especificaciones técnicas

### Procesador
- Power PC 403GCX

### Audio
- YMZ280B

### Video
- Konami custom (sprite style chip)

## Lista de videojuegos
- Beatmania III
- Beatmania III Append 6th Mix
- Beatmania III Append 7th Mix
- Beatmania III Append Core Remix
- Beatmania III The Final
- ee'mall
- [[ee'mall 2nd
- Keyboard Heaven
- Keyboardmania
- Keyboardmania 2nd Mix
- Keyboardmania 3rd Mix
- Para Para Dancing
- Page 2
- Para Para Paradise
- Para Para Paradise 1st Mix Plus
- Para Para Paradise DX
- Para Para Paradise v1.1
- Pop'n Music 4
- Pop'n Music 5
- Pop'n Music 6
- Pop'n Music 7
- Pop'n Music 8
- Pop'n Music Animelo
- Pop'n Music Animelo 2
- Pop'n Music Mickey Tunes